# Orde voor Belangrijke Diensten
Op 2 mei 1995 heeft de Maleisische koning Ja'afar, Sultan  van Negeri Sembilan, de "Orde voor Belangrijke Diensten" of "Darjah Yang Mulia Jasa Negara" ingesteld. De 200 leden of mogen de adellijke titel "Datuk" voeren. Buitenlanders kunnen als honoraire leden toetreden tot deze orde. 
Zoals de naam aangeeft is het een orde van verdienste die voor algemene verdiensten voor Maleisië kan worden verleend. De orde heeft een enkele rang, de "Panglima Jasa Negara". 	 
De versierselen bestaan uit een kleinood of juweel dat aan een grootlint gedragen wordt en een ster voor op de linkerborst. Er is geen ordeketen.
Het kleinood is een 7 centimeter brede ster met zes zijden. In het midden van iedere zijde is een gouden halve maan aangebracht met daarop een ster. Op de zes punten staan kleine rode sterren en gouden piramides. In het medaillon staat het gouden Maleisische wapen met het motto "BERJASA DAN BERBAKTI".
Ster en kleinood zijn gelijk van vorm. Het lint kreeg de kleuren van de Maleisische vlag. Het is rood met witte biezen. In het midden loopt een brede blauw-geel-blauw-geel-blauwe baan.